# .il
.il – krajowa domena najwyższego poziomu (ccTLD) przypisana do izraelskich stron internetowych.